# Franciabigio
Francesco di Cristofano dit Franciabigio ou Marcantonio Franciabigio ou encore Francia Bigio, né à Florence en 1482 ou 1484 et mort dans la même ville le 3 février 1525 est un peintre italien de l'école florentine pendant la Renaissance.

## Biographie
Franciabigio nait à Florence et travaille d'abord avec Albertinelli jusque vers 1506. En 1505, il fait la connaissance d'Andrea del Sarto. L'année suivante, il installe avec celui-ci un atelier commun sur la Piazza del Grano.
En 1513, il réalise le Mariage de la Vierge, dans le petit cloître des Vœux de la Santissima Annunziata. L'année suivante, il peint la fresque du cénacle de Santa Maria a candeli et de celui du couvent de la Calza.
En 1518, Andrea del Sarto partant pour la France, le charge de compléter les fresques du cloître du Scalzo. L'expérience d'un hypothétique voyage à Rome semble se refléter dans le Retour de Cicéron, fresque peinte en 1521 dans la villa de Poggio à Caiano, en collaboration avec Andrea del Sarto.
La Lettre d'Urie (1523) pour la chambre Benintendi (Dresde, Gemäldegalerie) constitue la dernière œuvre datée dont on peut rapprocher le Noli me tangere (Florence, musée du Cenacolo di San Salvi).
Franciabigio est attentif à l'exactitude anatomique et à la perspective dans ses œuvres. Il est surtout habile dans les fresques dont une, après sa restauration, lui sera attribuée dans l'arc central de la Porta Romana de Florence.
Francesco d'Ubertino a été l'élève du Perugino puis son assistant.

## Portraits et Madones

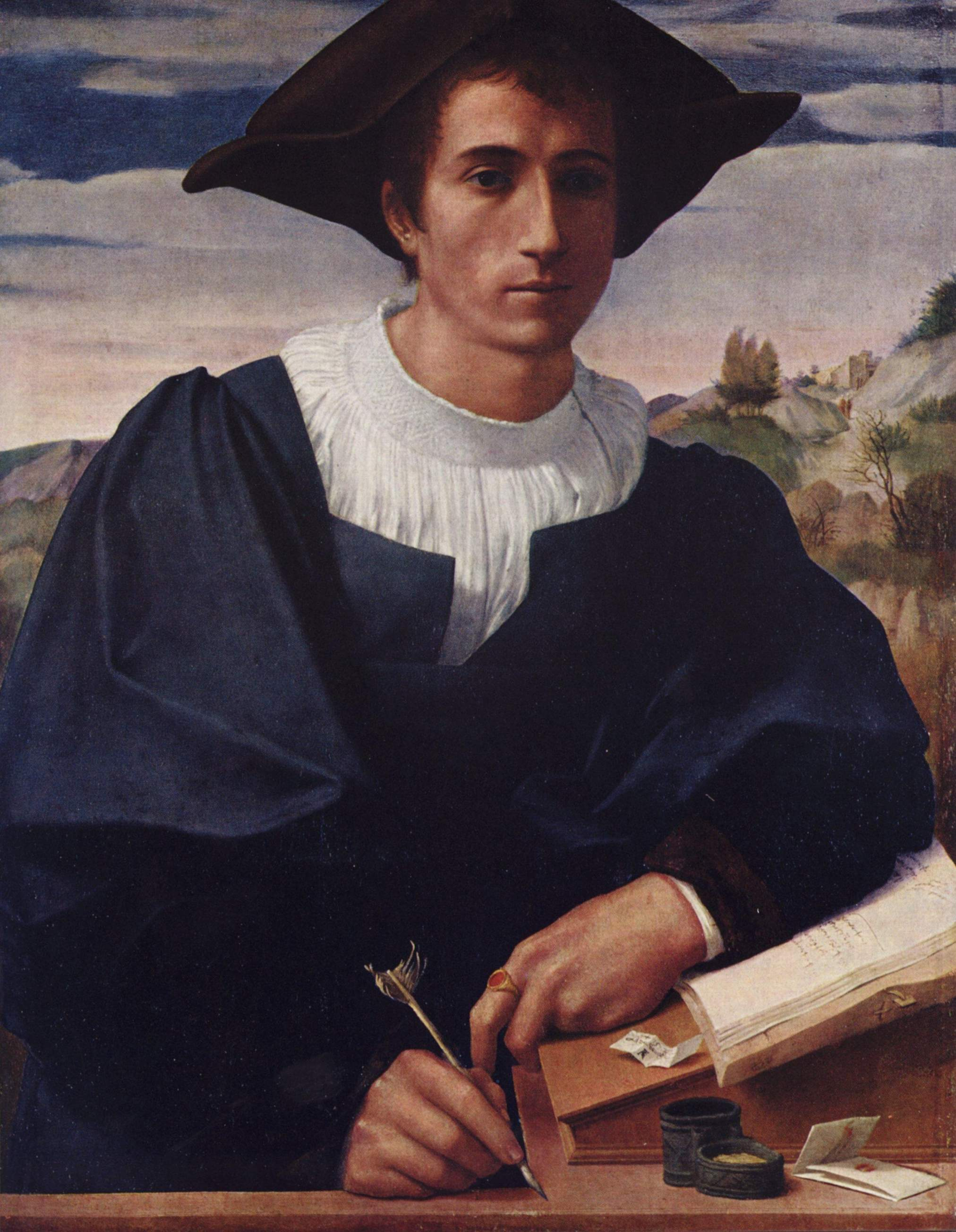
portrait de jeune homme lettré
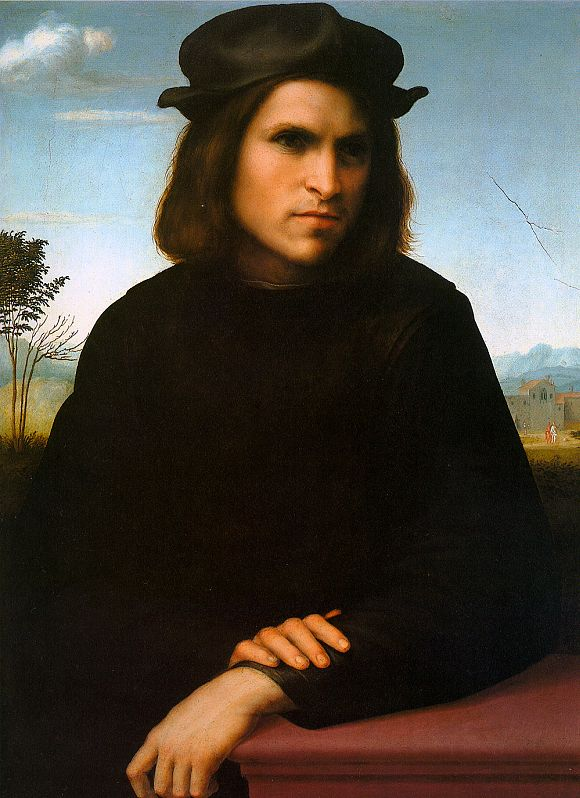
Portrait de jeune homme
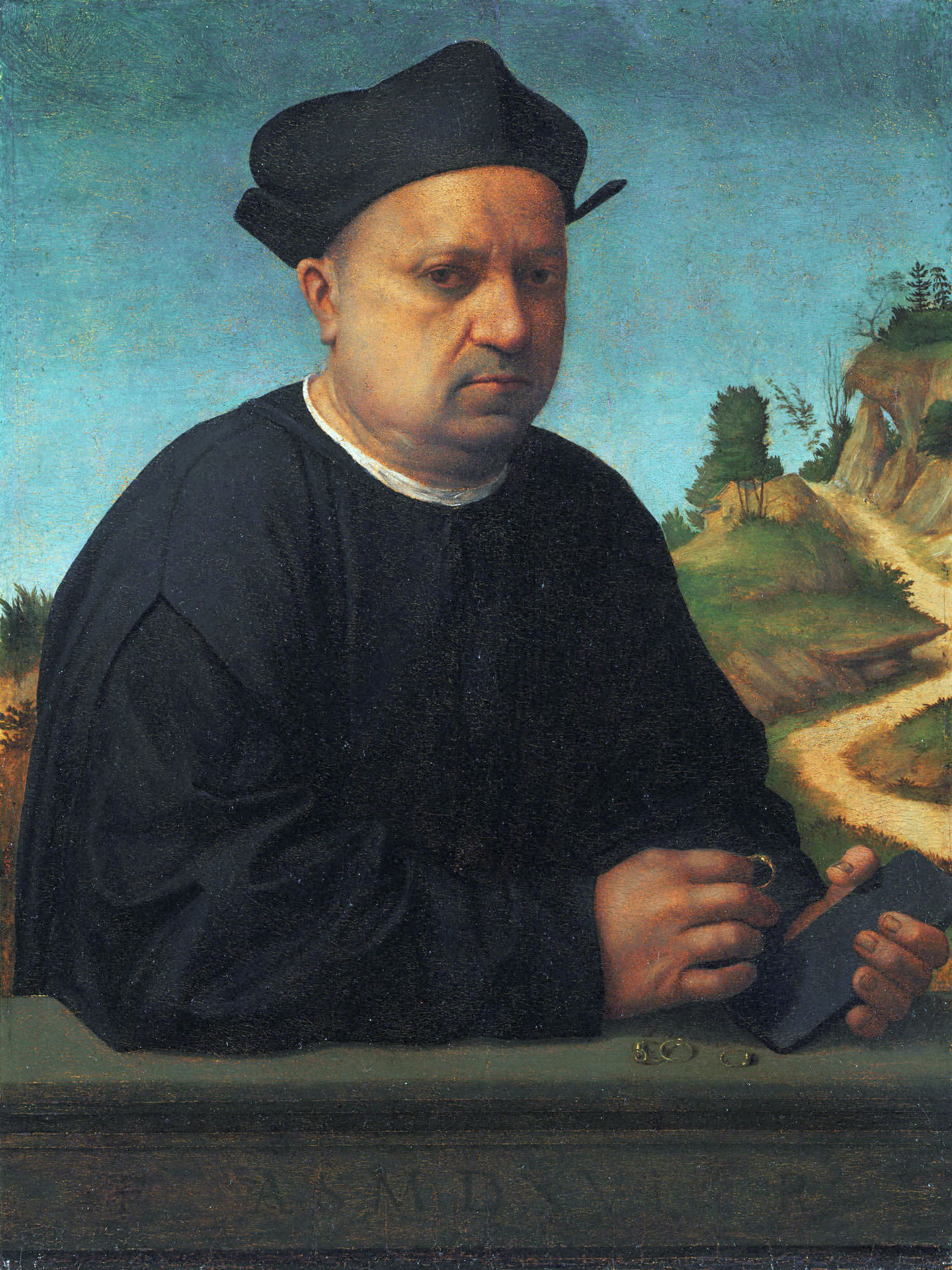
Portrait de Joaillier
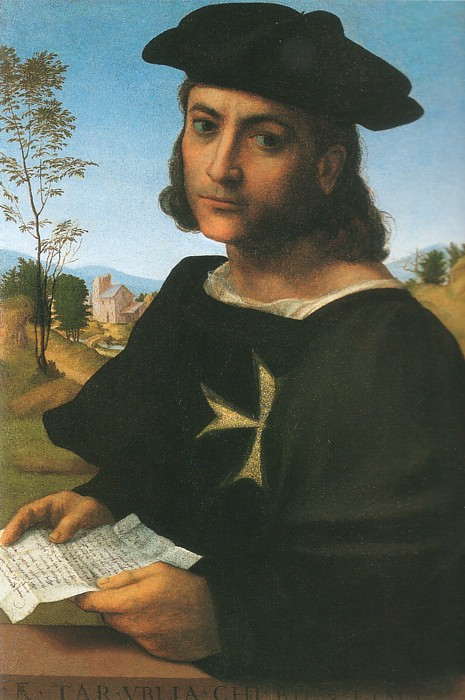
Portrait d’homme lettré

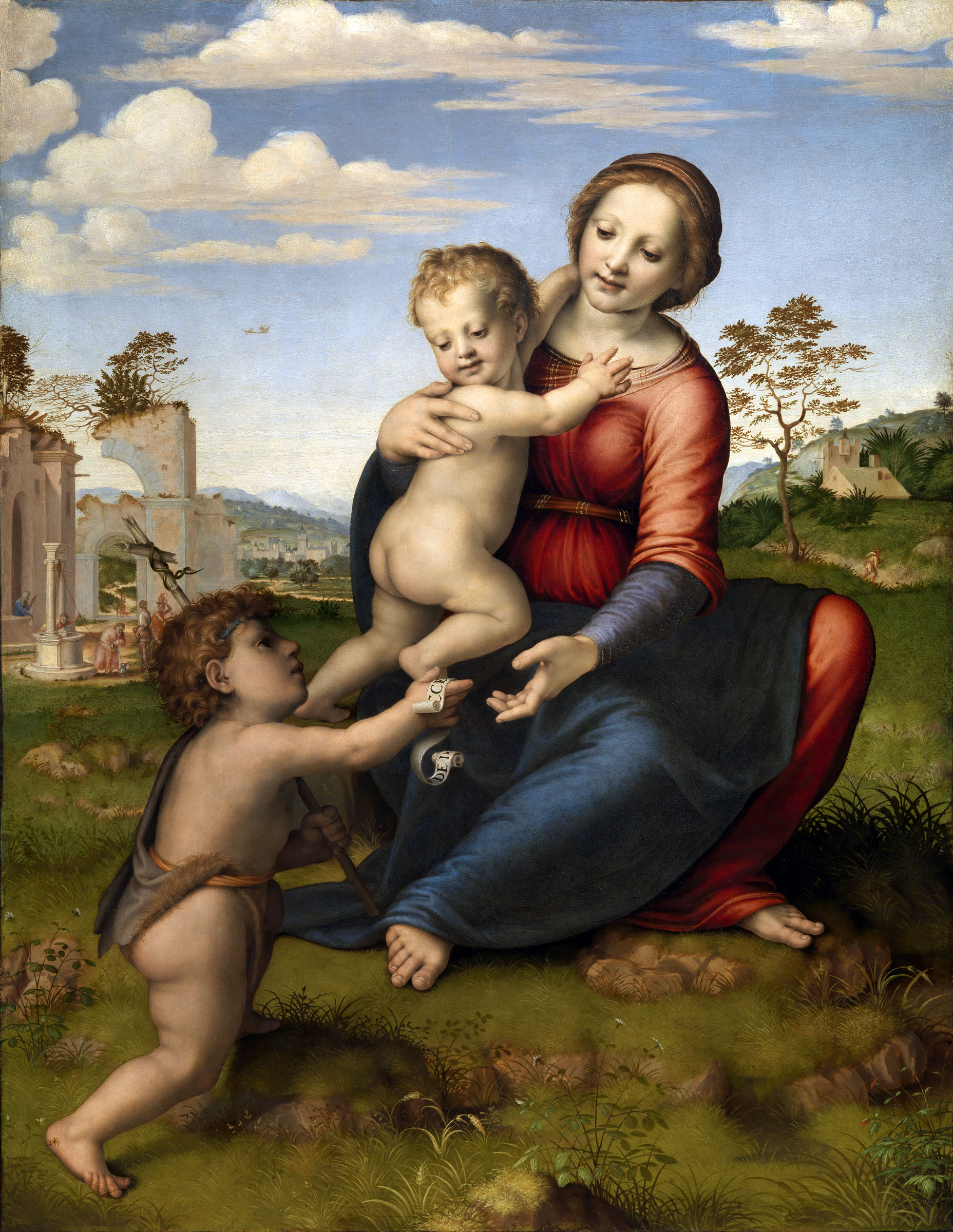
Madone à l’Enfant et saint Jean Baptiste
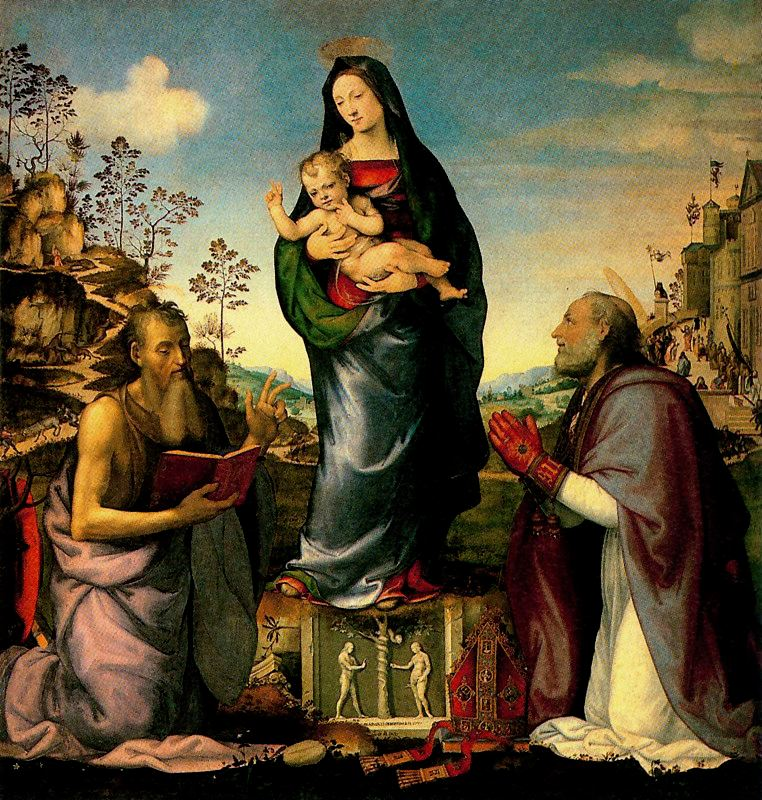
Madone à l’Enfant avec saint Jérôme et saint Zenobe
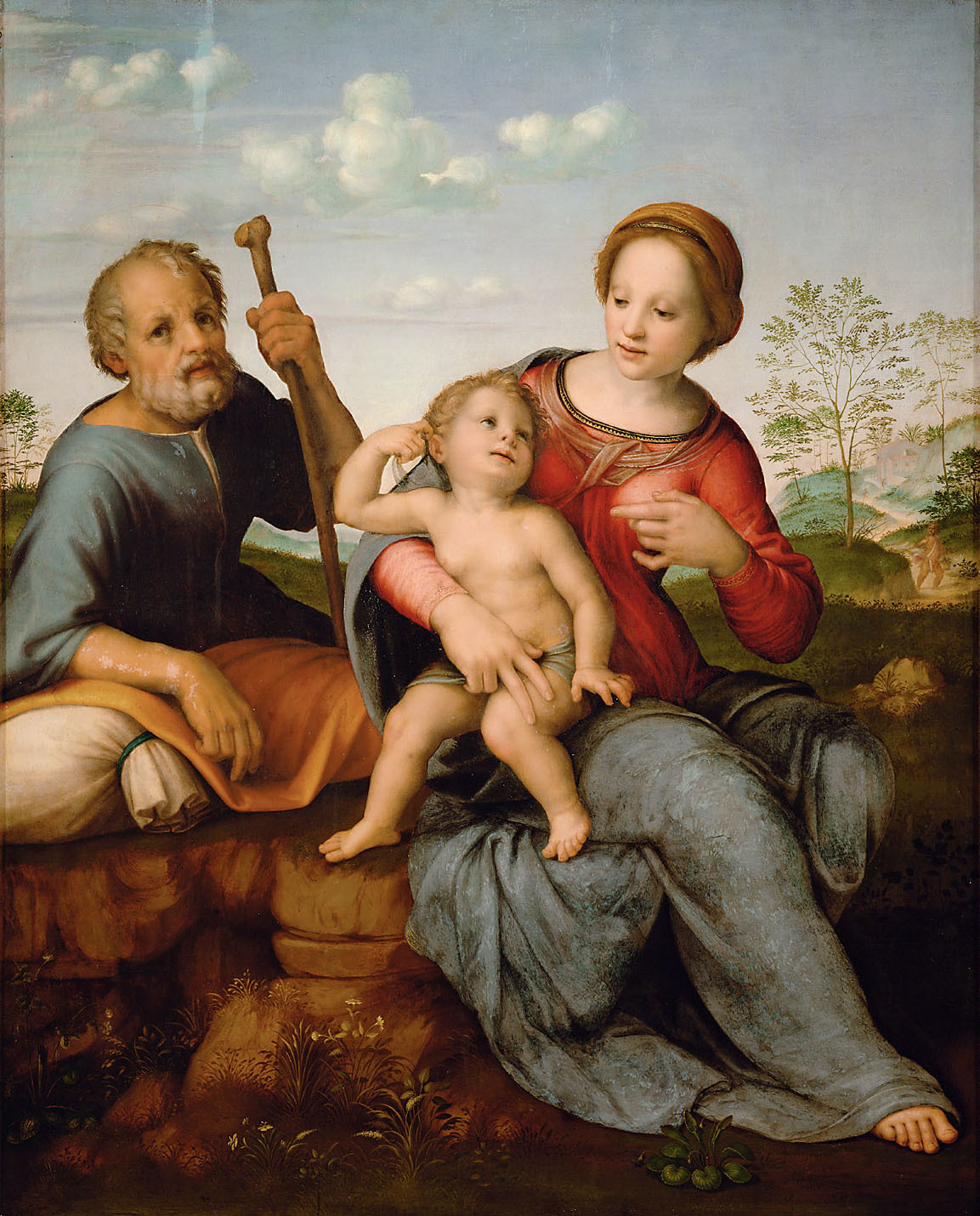
Sainte Famille

## Œuvres
- La Vierge et l'Enfant entourés de saint Jérôme et saint Zénobe (1506), Paris, musée du Louvre.
- La Vierge à l'Enfant et le petit saint Jean (1508-1510), peinture sur bois, 106 × 81 cm, Florence, musée des Offices. Réalisée pour la chapelle de la famille Albizi de San Pier Maggiore[4].
- La Vierge, l'Enfant et saint Jean-Baptiste, 1510, huile sur bois, 72 × 56 cm, Dijon, musée des Beaux-Arts.
- Cenacolo (1514) représentant La Cène avec des saints, L'Annonciation et L'Adoration de l'Enfant, fresque exécutée avec Giovanni Antonio Sogliani, Florence, église Santa Maria dei Candeli.
- Cenacolo della Calza (1514) au  couvent San Giovanni Battista della Calza, en Oltrarno.
- Vierge à l'Enfant (1514), Saint-Pétersbourg, musée de l'Ermitage.
- Portrait d'un jeune homme (1514), huile sur bois, 58 × 45 cm, Florence, musée des Offices[4].
- Vierge à l'Enfant avec saint Jean Baptiste jeune et Portrait d'homme (1517), Vienne, musée Liechtenstein.
- Portrait d'homme, Paris, musée du Louvre.
- Portrait du roi de Rhodes, Londres, National Gallery.
- Saint Christophe, Florence, église San Cristofano a Novoli.
- Annonciation, abbaye di San Gaudenzio.
- fresque de l'autel, Cerreto Guidi, église San Leonardo.
- Homme, Los Angeles, Getty Center.
- Annonciation et Scènes de la Passion, huile sur parchemin marouflé sur bois, panneau central 21 × 14,7 cm, panneaux latéraux 21 × 7,6 cm, deux faces d'un autel portatif ayant appartenu à Charles Borromée, Newark Collection Alana[5].